# علي الزرقاني
علي الزرقاني (13 أغسطس 1918 - 25 سبتمبر 1978)، هو كاتب وروائي مصري.

## عن حياته
ولد في اسرة فنية حيث إنه الشقيق الأصغر للمخرج والممثل عبد الرحيم الزرقاني، بدأ حياته العملية كمترجم في وكالة الأنباء العربية ومنها بدأ الكتابة للمسرح والإذاعة وهو في مرحلة مبكرة من عمره حيث بدأ منذ عام 1935 تقديم أعماله الإذاعية والمسرحية، ومع حلول عام 1948 قدم أولى إسهاماته في السينما من خلال فيلم «المغامر» الذي قام بتأليف قصته وكتابة السيناريو والحوار له كما كتب في نفس العام قصة فيلم «السعادة المحرمة»، لتتوالى أعماله السينمائية فيما بعد مع كبار مخرجي السينما في عصره ليقدم معهم مجموعة من الروائع السينمائية التي شارك فيها بكتابة القصة في بعض الأعمال وكتابة السيناريو والحوار في أعمال أخرى.
ومن خلال تميزه في فن كتابة السيناريو والحوار السينمائي تم تعيينه أستاذًا لمادة السيناريو بالمعهد العالي للسينما ليصبح رئيس قسم السيناريو فيما بعد ورئيس قسم جمعية مؤلفي الدراما.

## حياته الفنية
قدم على الزرقاني خلال مسيرته الفنية 75 فيلمًا، وتعاون مع تسعة وعشرين مخرجًا منهم المخرج فطين عبد الوهاب وقدم معه خمسة عشر فيلمًا والمخرج كمال الشيخ وقدم معه عشرة أفلام، ثم المخرج عز الدين ذو الفقار وتعاونوا في خمسة أفلام والمخرج عاطف سالم وقدموا معًا أربعة أفلام، ثم كل من المخرج صلاح أبو سيف الذي شاركه في كتابة سيناريو فيلم «القاهرة 30» والمخرج يوسف شاهين الذي قدم له الزرقاني اولى تجاربه الاخراجية من خلال فيلم «بابا أمين» والمخرج محمد عبد العزيز وقدم معه ثلاثة أفلام، وتنوعت هذه الأعمال بين الكوميديا والأعمال الجادة التي تحمل هموم الوطن، كما تنوعت مشاركته بين كتابة القصة وكتابة السيناريو والحوار.

## وفاته
توفي الفنان على الزرقاني في الخامس والعشرين من شهر سبتمبر عام 1978.

## أعماله
- 1948: المغامر
- 1948: السعادة المحرمة
- 1949: شارع البهلوان
- 1950: ليلة الدخلة
- 1950: كيد النساء
- 1950: شاطئ الغرام
- 1950: حماتك تحبك
- 1950: بابا أمين
- 1951: نهاية قصة
- 1951: طيش الشباب
- 1951: السبع أفندي
- 1951: بيت الأشباح
- 1951: ابن الحلال
- 1952: من أين لك هذا
- 1952: سلوا قلبي
- 1952: المنزل رقم 13
- 1952: الأستاذة فاطمة
- 1953: وفاء
- 1953: مؤامرة
- 1953: كلمة الحق
- 1953: عبيد المال
- 1953: اللص الشريف
- 1953: ابن الحارة
- 1954: صراع في الوادي
- 1954: حياة أو موت
- 1954: العاشق المحروم
- 1955: مدرسة البنات
- 1955: ليالي الحب
- 1955: عهد الهوى
- 1955: حب ودموع
- 1955: أيامنا الحلوة
- 1955: أغلى من عينيه
- 1956: معجزة السماء
- 1956: أين عمري
- 1956: القلب له أحكام
- 1956: إزاي أنساك
- 1956: أرض الأحلام
- 1957: تجار الموت
- 1957: بورسعيد
- 1957: أرض السلام
- 1958: مجرم في إجازة
- 1958: جميلة
- 1958: الأخ الكبير
- 1958: إسماعيل يس بوليس حربي
- 1959: صراع في النيل
- 1959: حكاية حب
- 1959: إسماعيل يس بوليس سري
- 1959: ارحم حبي
- 1960: حبى الوحيد
- 1960: المراهقات
- 1960: البنات والصيف
- 1960: إشاعة حب
- 1961: لن أعترف
- 1962: الزوجة 13
- 1963: قصة ممنوعة
- 1963: بطل للنهاية
- 1964: اعترافات زوج
- 1965: طريد الفردوس
- 1966: ثورة اليمن
- 1966: القاهرة 30
- 1968: عفريت مراتي
- 1968: الرجل الذي فقد ظله
- 1968: 7 أيام في الجنة
- 1970: السراب
- 1972: أضواء المدينة
- 1973: شيء من الحب
- 1973: البنات لازم تتجوز
- 1974: وكان الحب
- 1975: جنون الشباب
- 1975: الملكة وأنا
- 1977: جنس ناعم
- 1977: ألف بوسة وبوسة
- 1977: العذاب امرأة
- 1978: وداعا للعذاب
- 1980: رجل فقد عقله